# Cantó de Durban de las Corbièras

El cantó ressaltat en roig respecte al departament de l'Aude

El cantó de Durban de las Corbièras va ser un  cantó francès al departament de l'Aude, a l'antiga regió d'Occitània, avui a la regió d'Occitània. Estava al districte de Narbona i agrupava 14 municipis. El cap cantonal era Durban.

## Municipis (Comuns)
- Albàs
- Caçcastèl de las Corbièras
- Costoja
- Durban de las Corbièras
- Embres e Castelmaur
- Fontjoncosa
- Fraisse de las Corbièras
- Jonquièras
- Quintilhan
- Sant Joan de Barro
- Sant Laurenç de la Cabrerissa
- Tesan
- Vilanòva de las Corbièras
- Vilaseca de las Corbièras